# تشافي هيرنانديز
تشافيير هرنانديز كريوس (النطق الكتالاني : [ˈʃaβi əɾˈnandəs ˈkɾɛws]، تلفظ بالإسبانية: ‎/ˈtʃaβi eɾˈnandeθ ˈkɾews/‏؛ مواليد 25 يناير 1980) المعروف بـ تشافي. هو لاعب ومدرب كرة قدم إسباني سابق، سبق وأن درب نادي برشلونة. يحظى تشافي بتقدير كبير بسبب شخصيته المتواضعة وأخلاقه، ويُنظر إليه على أنه تجسيد لأسلوب لعب التيكي تاكا، ويُعتبر على نطاق واسع أحد أعظم لاعبي خط الوسط على مر التاريخ.
انضم تشافي إلى لا ماسيا، في سن 11 عامًا، وشارك لأول مرة مع الفريق الأول ضد مايوركا في أغسطس 1998. إجمالًا، لعب أكثر من 700 مباراة سجل فيها 85 هدفًا. تشافي هو أول لاعب في تاريخ النادي يلعب 150 مباراة أوروبية وكأس العالم للأندية معًا. مع برشلونة، فاز تشافي بثمانية ألقاب في الدوري الإسباني وأربعة ألقاب في دوري أبطال أوروبا. جاء تشافي في المركز الثالث في جائزة أفضل لاعب في العالم لعام 2009، تلاها المركز الثالث في جائزتي الكرة الذهبية في 2010 و2011. في عام 2011، كان وصيفًا ليونيل ميسي في جائزة أفضل لاعب في أوروبا. في عام 2015، رحل عن برشلونة إلى السد، حيث فاز بأربعة ألقاب قبل اعتزاله في عام 2019.
مع إسبانيا، فاز تشافي ببطولة العالم للشباب في عام 1999، والميدالية الفضية الأولمبية أولمبياد 2000. بعد أن شارك لأول مرة مع المنتخب الأول في عام 2000، لعب 133 مباراة للمنتخب، وكان شخصية مؤثرة في نجاحات المنتخب. لعب دورًا أساسيًا في فوز إسبانيا في بكأس العالم 2010، وكذلك فوزهم في بطولتي أمم أوروبا لعامي 2008 و2012. حصل على جائزة أفضل لاعب في بطولة 2008، وتم اختياره ضمن فريق البطولة في عامي 2008 و2012. مع صناعته لهدفين في نهائي بطولة أمم أوروبا 2012، أصبح تشافي أول لاعب يصنع في نهائيين أوروبيين منفصلين، بعد أن صنع الهدف الوحيد في نهائي بطولة 2008. بعد نهائيات كأس العالم 2014، أعلن تشافي اعتزاله كرة القدم الدولية.
حصل تشافي على أفضل صانع ألعاب في العالم الاتحاد الدولي لتاريخ وإحصاءات كرة القدم أربع مرات، بما في ذلك ثلاث مرات متتالية بين عامي 2009 و2011. تم إدراجه في جائزة اليويفا لأفضل فريق خمس مرات (2008، 2009، 2010، 2011، 2012)، وتم إدراجه في تشكيلة فيفبرو ست مرات: 2008، 2009، 2010، 2011، 2012، 2013. حصل تشافي على جائزة أمير أستورياس في عام 2012، وفاز بـ32 لقبًا في مسيرته، مما جعله ثاني أكثر لاعب إسباني تتويجًا في التاريخ، خلف زميله السابق أندريس إنييستا. بعد الاعتزال، انتقل تشافي إلى التدريب، وتم تعيينه مديرًا فنيًّا لنادي السد في 2019.

## النشأة
ولد في تاراسا، برشلونة، كتالونيا، تشافي هو نتاج نظام شباب لا ماسيا التابع لنادي برشلونة الإسباني، والذي انضم إليهم في سن الحادية عشرة. والده، يواكيم، كان لاعبًا سابقًا في ساباديل والذي كان يلعب في الدرجة الأولى. شق تشافي طريقه بين فريقي الشباب والاحتياط وكان لاعبًا رئيسيًا في فريق برشلونة ب بقيادة جوسيب ماريا غونزالفو والذي فاز ترقى إلى دوري الدرجة الثانية.
على الرغم من أنه كان يستوحي في البداية من صانع الألعاب زميله بيب غوارديولا في برشلونة، عندما كان طفلًا، شاهد تشافي أيضًا الكثير من كرة القدم الإنجليزية، وكان يطمح لأن يصبح مثل لاعبي خط الوسط جون بارنس وبول غاسكوين وماتيو لو تيسيي.

## مسيرته الكروية

### برشلونة

#### 1998–2001: البدايات
تطور تشافي من خلال مشاركته مع الفريق الأول في مباراة كأس كاتالونيا ضد لاردة في 5 مايو 1998 وسجل هدفه الأول في 18 أغسطس 1998 في مباراة الذهاب كأس السوبر الإسباني 1998 ضد مايوركا. جاءت مشاركته الأولى في الدوري الإسباني ضد فالنسيا في 3 أكتوبر 1998 حيث فاز برشلونة 3–1. شارك في البداية بشكل متقطع لكل من الفريقين الاحتياطي والأول، وسجّل تشافي الهدف الوحيد في الفوز 1–0 على بلد الوليد عندما كان برشلونة في المركز العاشر في الدوري. أدى أداءه المذهل بشكل مستمر إلى أنه أصبح لاعب أساسي في فريق لويس فان خال الذي فاز باللقب، حيث أنهى موسمه الأول مع 26 مباراة لعبها وحصل على أفضل لاعب واعد في الدوري الإسباني لعام 1999. أصبح تشافي صانع ألعاب برشلونة الرئيسي بعد إصابة بيب غوارديولا في موسم 1999–2000.

#### 2001–08: سطوع نجمه ونائب القائد
في هذه السنوات، كان برشلونة على وشك الإفلاس ويكافح للحفاظ على مكانته في نخبة الدوري الإسباني. لعب خط الوسط، لكن في دور دفاعي أكثر، قدم تشافي 20 تمريرة حاسمة وسجل 7 أهداف في هذين الموسمين. في 16 مارس 2002، سجل هدفه الأول في الكلاسيكو ضد ريال مدريد.
تم اختيار تشافي كنائب القائد في موسم 2004–05، حيث ساعد برشلونة على الفوز بالدوري الإسباني وكأس السوبر الإسباني 2004. حصل على لقب أفضل لاعب في الدوري الإسباني لعام 2005.
في موسم 2005–06 أصيب تشافي بتمزق في أربطة ركبته اليسرى أثناء التدريب. غاب عن الملاعب لمدة أربعة أشهر لكنه عاد في أبريل وكان على مقاعد البدلاء في فوز برشلونة في بنهائي دوري أبطال أوروبا 2006 ضد أرسنال. كما فاز بلقبي الدوري وكأس السوبر الإسباني 2005 مرة أخرى.

#### 2008–12: استمرار النجاح المحلي والأوروبي
بعد حصوله على لقب أفضل لاعب في بطولة أمم أوروبا 2008، تحدث تشافي إلى بايرن ميونخ بشأن الانتقال، لكن مدرب برشلونة المعين حديثًا بيب غوارديولا أقنعه بأنه مهم للغاية بالنسبة للنادي حتى لا يدعه يغادر.
كان جزءًا رئيسيًا من ثلاثية برشلونة وسجل الهدف الرابع في الفوز 4–1 في نهائي كأس الملك 2009 ضد أتلتيك بيلباو من ركلة حرة. في الدوري، كانت إحدى أهم مبارياته هي الفوز بالكلاسيكو 6–2 على ريال مدريد في 2 مايو. صنع أربعة أهداف – هدف كارليس بويول وهدف تييري هنري وهدفي ليونيل ميسي.
ساعد تشافي برشلونة على الفوز بنهائي دوري أبطال أوروبا 2009 بنتيجة 2–0 أمام مانشستر يونايتد، وصنع الهدف الثاني الذي سجله ميسي. قبل المباراة، أشاد السير أليكس فيرغسون، مدرب مانشستر يونايتد، بمجموعة وسط الملعب المكونة من تشافي وأندريس إنييستا، قائلاً: «لا أعتقد أن تشافي وإنييستا قد فقدوا الكرة في حياتهم». تم التصويت على تشافي لاختياره كأفضل لاعب خط وسط في دوري أبطال أوروبا عن مساهمته خلال موسم برشلونة الفائز بدوري أبطال أوروبا 2008–09.

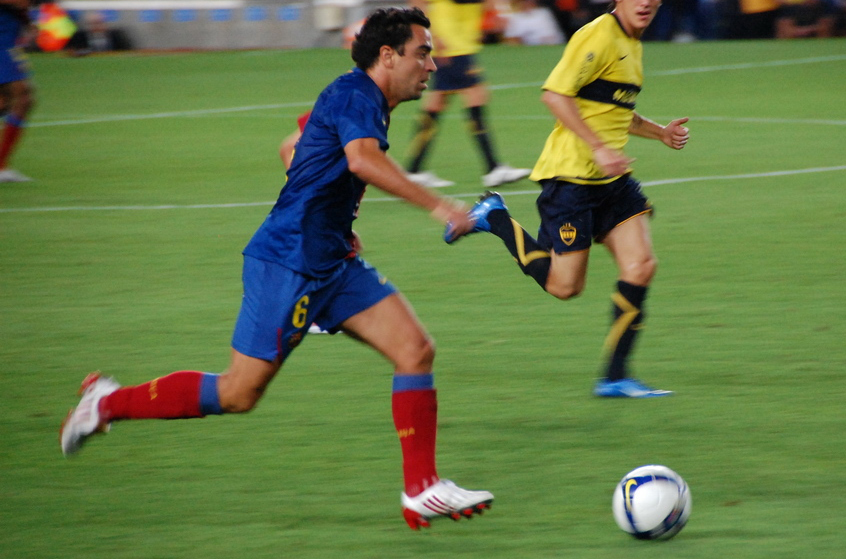
تشافي يلعب مع برشلونة عام 2008

كان تشافي أعلى لاعب يملك تمريرات حاسمة في الدوري الإسباني برصيد 20، والأعلى أيضًا في دوري الأبطال برصيد 7؛ وأنهى الموسم بشكلٍ عام بـ29 تمريرة حاسمة. كان تشافي يرتبط بعقد مع برشلونة يبقيه في النادي حتى عام 2014 بعد تمديد عقده خلال موسم 2008–09. جعله العقد الجديد أحد أكبر أصحاب الرواتب في النادي، براتب قدره 7.5 مليون يورو سنويًا.
في موسم 2009–10، تصدّر تشافي جدول التمريرات الحاسمة مرة وقدم وصنع هدف في فوز برشلونة 2–0 على ريال مدريد على ملعب سانتياغو برنابيو. فاز برشلونة بلقب الدوري الإسباني برصيد 99 نقطة، ونال تشافي ثاني أفضل لاعب في برشلونة لهذا الموسم. في 3 يونيو 2010، منحته صحيفة ماركا التي تتخذ من مدريد مقراً لها المركز الثالث في جائزة ألفريدو دي ستيفانو السنوية لأفضل لاعب في الدوري الإسباني، خلف كلٌّ من ليونيل ميسي وكريستيانو رونالدو.
في 9 يونيو 2010، وقع تشافي عقدًا جديدًا لمدة أربع سنوات مع النادي، والذي يمكن تجديده تلقائيًا حتى 30 يونيو 2016 بناءً على عدد المباريات التي سيلعبها. في 29 نوفمبر، سجل هدفه الثالث ضد غريمه التقليدي ريال مدريد في مباراة الفوز 5–0 على أرضه. في 18 ديسمبر، سجل هدفًا آخر ضد إسبانيول في مباراة الفوز 1–5. في دوري أبطال أوروبا، سجل تشافي هدفًا ثمينًا بتمريرة من دافيد فيا في الفوز على أرضه ضد أرسنال، والذي شهد تقدم برشلونة إلى ربع النهائي.
كان تشافي أحد المتأهلين للتصفيات النهائية لجائزة الكرة الذهبية 2010، واحتل المركز الثالث في التصويت خلف زملائه في برشلونة ليونيل ميسي وأندريس إنييستا. وتغلب عليه ميسي بفارق ضئيل ليفوز بجائزة أفضل لاعب في العام من مجلة وورلد سوكر.
في 2 يناير 2011، في مباراة بالدوري ضد ليفانتي، لعب تشافي مباراته رقم 549 مع النادي في جميع المسابقات، معادلًا الرقم القياسي الذي كان يحمله ميغويلي. أصبح تشافي فيما بعد اللاعب الأكثر مشاركة مع برشلونة في التاريخ. في 28 مايو، كان تشافي متألقًا في نهائي دوري أبطال أوروبا 2011 على ملعب ويمبلي في لندن حيث هزم برشلونة مانشستر يونايتد في المباراة النهائية للمرة الثانية في ثلاثة مواسم، وفاز 3–1.

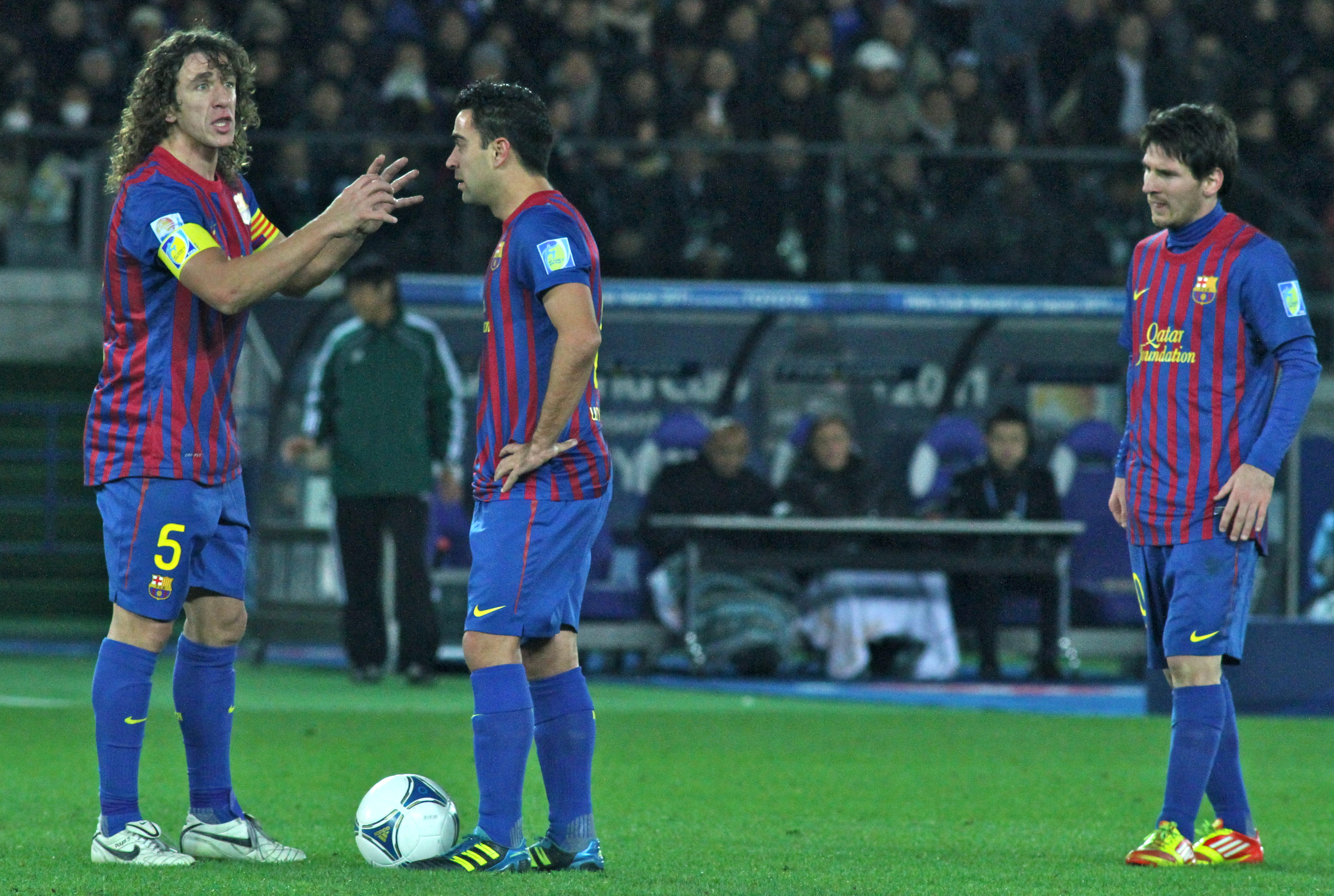
تشافي (الوسط) مع زملائه في برشلونة كارليس بويول (يسار) وليونيل ميسي (يمين) في ديسمبر 2011

بدأ تشافي موسم 2011–12 بشكل جيد في التهديف وبدا أنه ينمو في تأثيره على الفريق على الرغم من عودة سيسك فابريغاس التي طال انتظارها وترقية تياغو لخلق منافسة إضافية على المراكز في خط الوسط الهجومي لبرشلونة.
يوم 18 ديسمبر، في نهائي كأس العالم للأندية 2011 في يوكوهاما، فاز برشلونة 4–0 على نادي سانتوس البرازيلي حيث سجل تشافي هدفًا ومرر تمريرة حاسمة لليونيل ميسي.
سجل تشافي هدف الفوز في مباراة المجموعة ح ضد ميلان، وهي مباراة مهمة لتقدم برشلونة في دوري أبطال أوروبا. في المجموع، حقق تشافي أفضل معدل في مسيرته في موسم 2011–12 برصيد عشرة أهداف في الدوري، هدفين في كأس الملك – الذي فاز بها برشلونة – وهدف واحد في نهائي كأس العالم للأندية.

#### 2012–15: السنوات الأخيرة والمغادرة

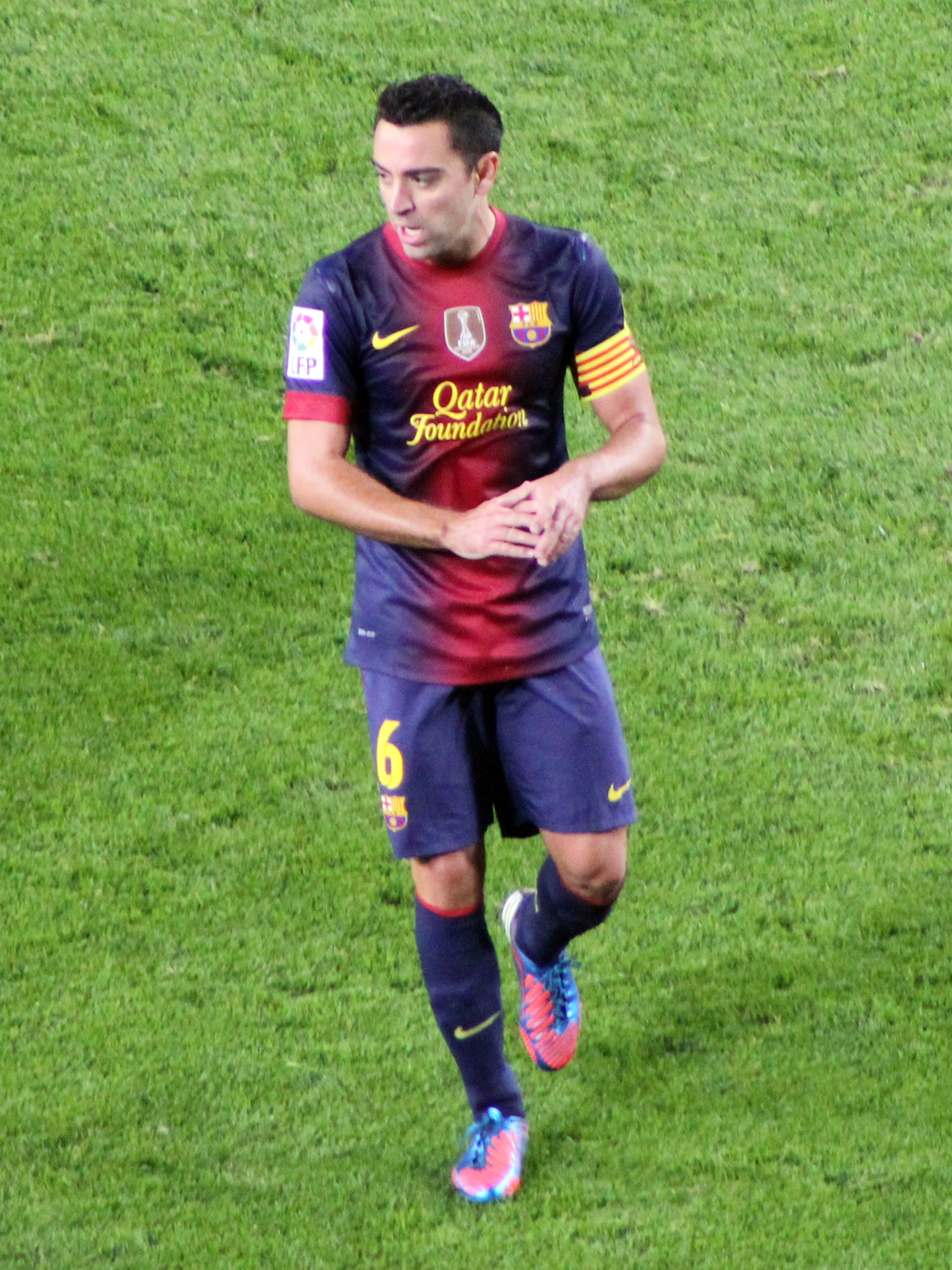
تشافي كقائد لبرشلونة في نوفمبر 2012

في 18 ديسمبر 2012، جدد برشلونة عقد تشافي، ومدده حتى 30 يونيو 2016. وسجّل هدفا في مرمى ريال مدريد في فوز برشلونة 3–1 في ذهاب كأس السوبر الإسباني 2012. تم اختيار تشافي في تشكيلة فيفبرو، جنبًا إلى جنب مع زملائه في الفريق إنييستا وميسي وداني ألفيس. كان برشلونة قد ضمن فعليًا لقب الدوري الإسباني مع بداية عام 2013، معادلًا في النهاية الرقم القياسي لريال مدريد حينما وصلوا إلى 100 نقطة في الموسم السابق.
في 16 يناير 2014، شارك تشافي في مباراته رقم 700 له مع الفريق الأول ضد خيتافي في كأس الملك. للمرة الأولى منذ خمس سنوات، أنهى برشلونة الموسم بدون أي لقب كبير. خسروا في نهائي كأس الملك أمام ريال مدريد وسجل غاريث بيل هدف الفوز في وقت متأخر، وخسروا الدوري في المباراة الأخيرة أمام أتلتيكو مدريد.
في يونيو 2014، أُعلن أن تشافي أنع سيغادر النادي. في 22 يوليو، بعد محادثات مع المدير الفني المعين حديثًا وزميله السابق لويس إنريكي، قرر تشافي البقاء في كامب نو لموسم واحد آخر. كما  عُيَّن كقائد للفريق. في 25 أبريل 2015، شارك تشافي في مباراته رقم 500 في الدوري الإسباني، ليصبح ثامن لاعب في التاريخ يصل إلى هذا الرقم. في 4 يونيو، أقيم حفل وداع في برشلونة لتشافي مع اللاعبين والإداريين والأصدقاء والعائلة تكريمًا له.
في 6 يونيو 2015، دخل تشافي كبديل عن إنييستا في الدقيقة 78 ليشارك في آخر مباراة له مع برشلونة خلال نهائي دوري أبطال أوروبا، حيث فاز النادي بكأسه الأوروبية الخامسة، بفوزه على يوفنتوس على الملعب الأولمبي في برلين. رفع تشافي الكأس كقائد للنادي. هذا جعل برشلونة أول ناد في التاريخ يفوز بثلاثية الدوري المحلي والكأس ودوري الأبطال مرتين. كان تشافي وإنييستا وميسي وجيرارد بيكيه وبيدرو رودريغز وسيرجيو بوسكيتس وداني ألفيس جزءًا من كلا الفريقين الفائزين بالثلاثيتين.

### السد

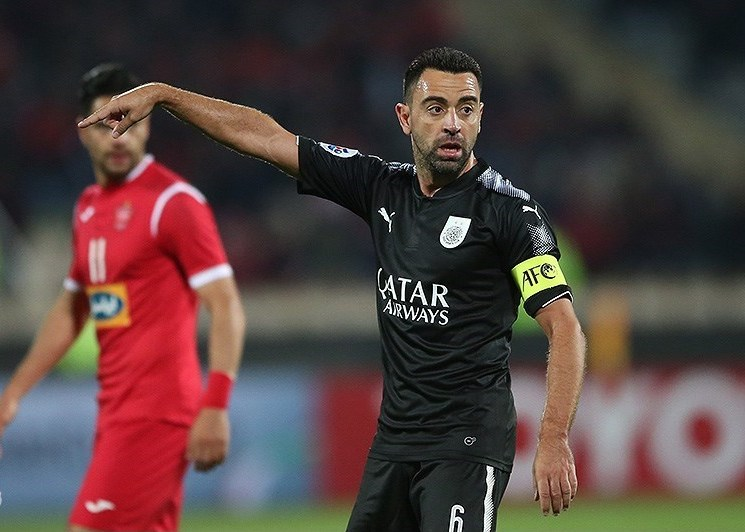
تشافي يلعب مع السد ضد برسبوليس في أبريل 2018

في 21 مايو 2015، أعلن تشافي أنه سينضم إلى نادي السد القطري بعد نهاية موسم 2014–15 بعقد مدته ثلاث سنوات. وفقًا لوكيله، فإن الصفقة تشمل بأن يصبح سفيراً لكأس العالم 2022 في قطر، وكذلك أن يبدأ مؤهلاته التدريبية. شارك لأول مرة مع السد في الفوز 4–0 على مسيمير في 13 سبتمبر 2015، وصنع هدف الفريق الأول. في المباراة التالية، سجل هدفه الأول للنادي في مباراة التعادل 2–2 أمام أم صلال. أنهى السد موسم الدوري في المركز الثالث ليضعه في مركز يشارك في دوري أبطال آسيا المقبلة. وسجل تشافي ثلاثة أهداف خلال الموسم. وفي دوري الأبطال، خرج السد من أدوار التصفيات على يد الجزيرة الإماراتي بركلات الترجيح؛ واضاع تشافي ركلة جزاء.
فاز تشافي بأول لقب له مع السد بعد فوزه 2–1 على الجيش في نهائي كأس قطر في 29 أبريل 2017. في 10 نوفمبر 2017، قال تشافي إنه سيعتزل عندما ينتهي عقده مع السد في نهاية موسم 2017–18، وسيواصل لاحقًا مسيرة تدريبية. ومع ذلك، فقد أجل هذه الخطط ووقع على تمديد العقد لمدة عامين في 24 مايو 2018. في أكتوبر 2018، وصل السد إلى نصف نهائي دوري أبطال آسيا 2018 مع تشافي كقائد لكن تم إقصائه 2–1 من قبل برسبوليس.
في 2 مايو 2019، أعلن تشافي أنه سيعتزل كرة القدم الاحترافية في نهاية الموسم. في 20 مايو 2019، لعب تشافي المباراة الأخيرة في مسيرته، حيث خسر 2–0 أمام برسبوليس في طهران، والتي كانت آخر مباراة في المجموعات للسد في دوري أبطال آسيا. قبل المباراة، قال إنه يود البقاء في قطر بعد اعتزاله، وأنه سيتطلع لبدء مسيرته التدريبية، وعلق: «الفكرة هي أن أبدأ كمدرب في قطر، لاختبار نفسي واحصل على بعض الخبرة».

## مسيرته الدولية

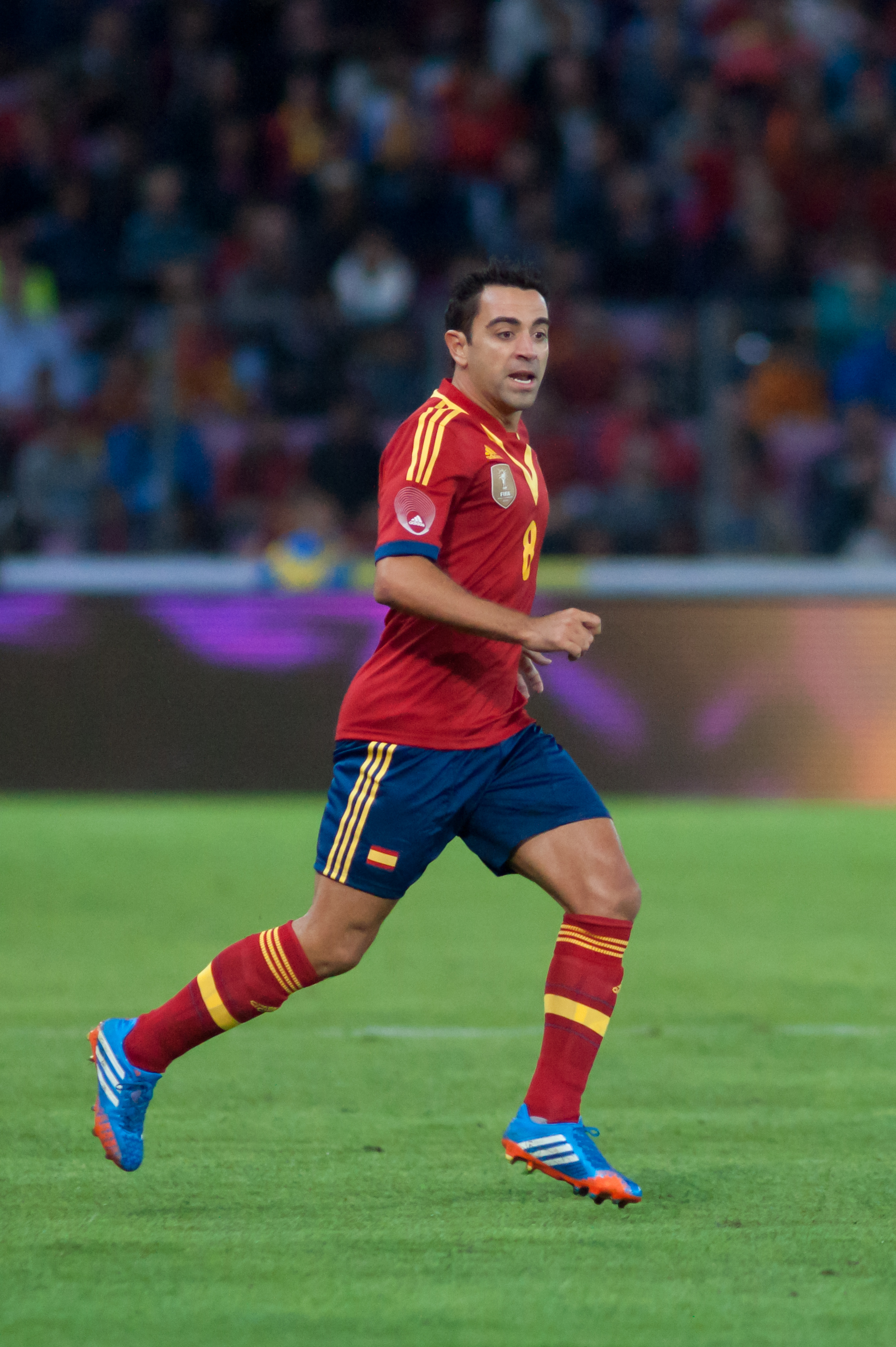
تشافي يلعب مع إسبانيا.

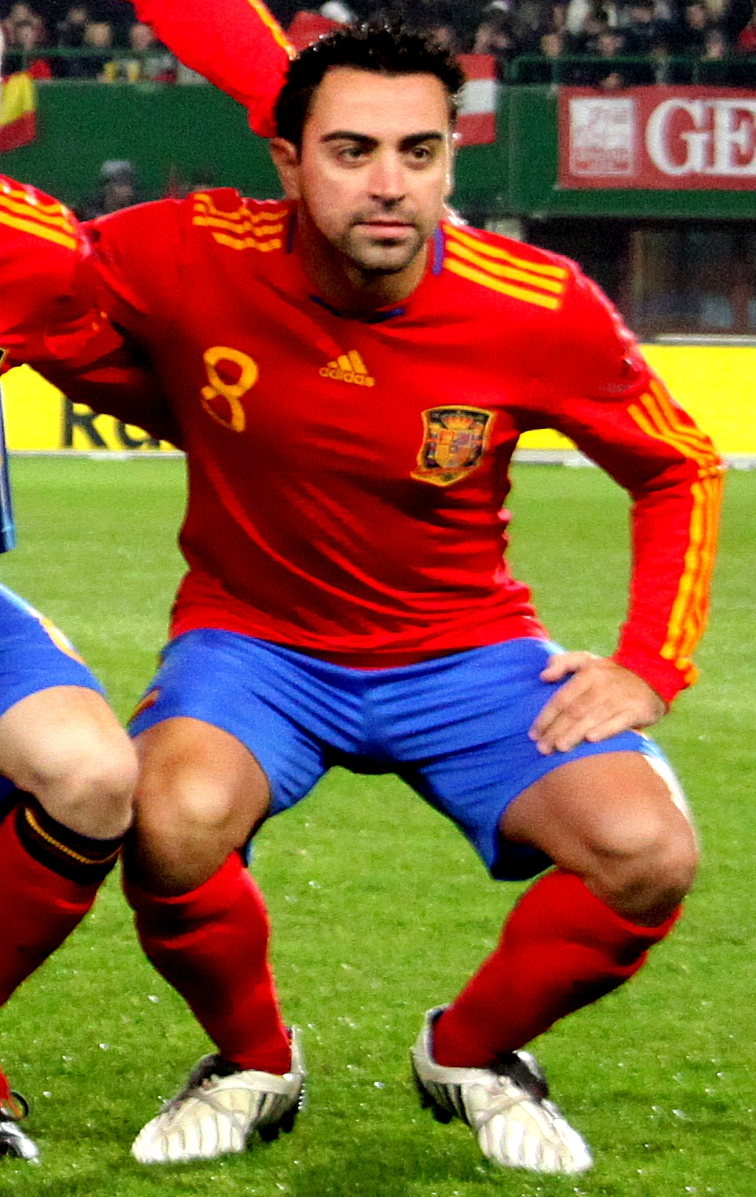
تشافي في كأس العالم 2010

لعب تشافي لإسبانيا في أولمبياد 2000، و كأس العالم 2002، وبطولة أمم أوروبا 2004، وكأس العالم 2006، وبطولة أمم أوروبا 2008، وكأس القارات 2009، وكأس العالم 2010، وبطولة أمم أوروبا 2012، وكأس القارات 2013 وكأس العالم 2014.

### يورو 2008
تم اختيار تشافي كأفضل لاعب في بطولة أمم أوروبا 2008 بعد فوز إسبانيا على ألمانيا 1–0 في المباراة النهائية. كان تشافي مهيمنًا في خط الوسط، حيث كانت تمريراته وقراءته للعبة أساس في نجاح إسبانيا، حيث قاد بلاده للفوز بأول ألقابها منذ بطولة أوروبا 1964. قال أندي روكسبورغ، رئيس اللجنة الفنية في الاتحاد الأوروبي لكرة القدم، «لقد اخترنا تشافي لأنه يجسد أسلوب اللعب الإسباني. لقد كان مؤثرًا في الاستحواذ الكامل والتمرير والاختراق».
سجل تشافي الهدف الأول في نصف النهائي ضد روسيا، وفازت إسبانيا 3–0. في النهائي، قام بالتمريرة التي سجل منها فرناندو توريس هدف الفوز.

### كأس العالم 2010
تم اختيار تشافي في تشكيلة إسبانيا لكأس العالم 2010 في جنوب إفريقيا، حيث فازت إسبانيا في النهاية بكأس العالم لأول مرة. قدم أكبر عدد من التمريرات الدقيقة، 599 تمريرة بمعدل نجاح تمرير 91٪، ومرر الكرة داخل منطقة الجزاء أكثر من أي لاعب آخر في البطولة. في النهائي قام بـ57 تمريرة دقيقة إلى الأمام. قطع تشافي أيضًا 80.20 كيلومترًا طوال المسابقات، بمتوسط 11.5 كيلومترًا تقريبًا في المباراة الواحدة، أكثر من أي لاعب آخر. في النهائي قطع مسافة 15 كيلومترًا تقريبًا.
خلال مباراة دور الـ16 ضد البرتغال، قدم تشافي تمريرة بالكعب في الدقيقة 63 إلى دافيد فيا. على الرغم من أن فيا سدد الكرة بقدمه اليسرى وتصدى لها الحارس إدواردو، إلا أنها ارتدت له وسددها بقدمه اليمنى ليسجل هدف المباراة الوحيد وهدف الفوز. في نصف النهائي ضد ألمانيا، لعب تشافي عرضية من ركلة ركنية حيث سجل كارليس بويول برأسية في الزاوية اليمنى العليا.

### يورو 2012

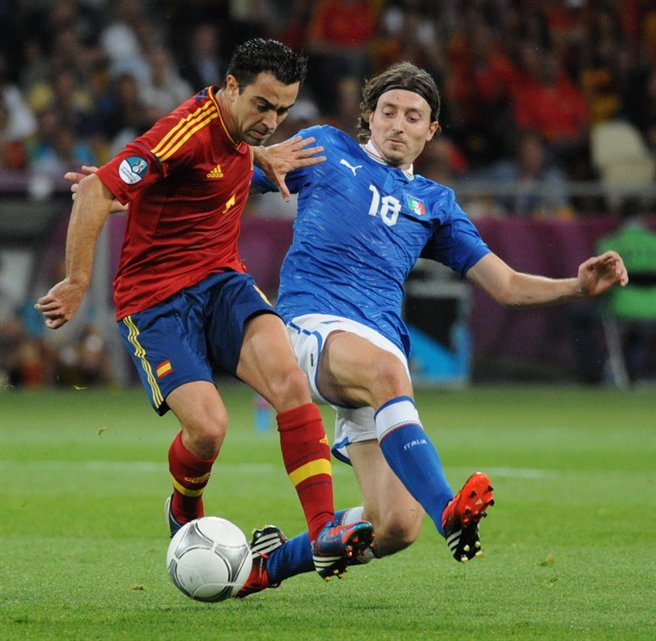
تشافي (اليسار) يبتعد عن مونتوليفو في نهائي بطولة أمم أوروبا 2012

لعب تشافي لإسبانيا في بطولة أمم أوروبا 2012 التي فازت بها إسبانيا بفوزها على إيطاليا 4–0 في النهائي. مرر تشافي 136 تمريرة (127 تمريرة صحيحة، بنسبة نجاح 94٪) خلال فوز إسبانيا 4–0 في مباراة دور المجموعات ضد جمهورية أيرلندا، أكثر من أي لاعب آخر في مباراة بطولة أوروبا. وكان الرقم القياسي السابق البالغ 117 باسم رونالد كومان في مباراة ببطولة أمم أوروبا 1992 بين هولندا والدنمارك. مرر تشافي وأندريس إنييستا 229 تمريرة في المباراة، أكثر من جميع تمريرات الفريق الأيرلندي. «بوم، بوم، بوم، بوم» هي الطريقة التي وصف بها تشافي الصوت الإيقاعي للكرة وهي تتحرك بينه وبين شريكه في خط الوسط.
مع تقديم تشافي تمريرات حاسمة في المباراة النهائية، لكل من جوردي ألبا وفرناندو توريس، أصبح أول لاعب يمرر تمريرات حاسمة في نهائيين من بطولة أوروبا. فوز إسبانيا في بطولة أمم أوروبا 2012 جعل تشافي اللاعب الأكثر تتويجًا في تاريخ كرة القدم الإسبانية، ليفك الشراكة السابقة مع زميله كارليس بويول، الذي غاب عن البطولة.

### الاعتزال

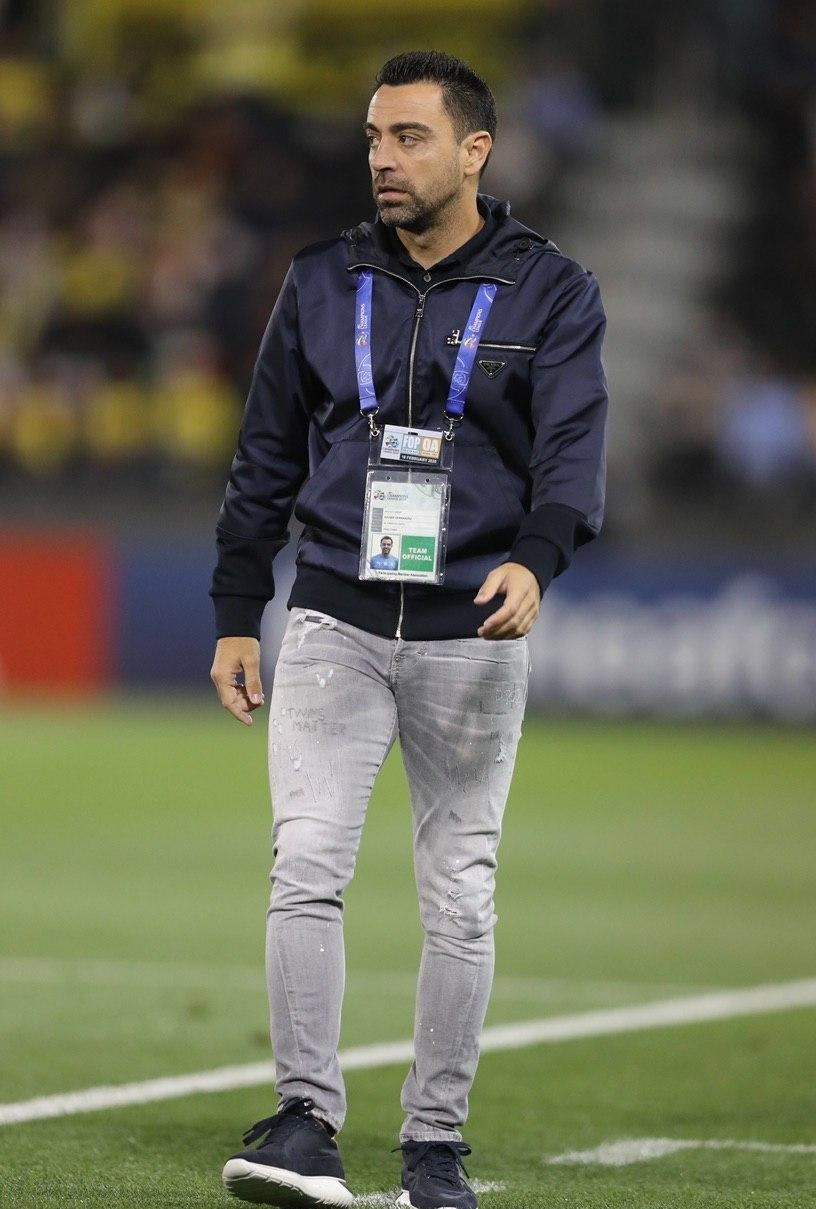
تشافي يدرب السد بمباراة في دوري أبطال آسيا ضد سباهان، 18 فبراير 2020

في 5 أغسطس 2014، عقب نهائيات كأس العالم 2014 حيث تم إقصاء إسبانيا من دور المجموعات، أعلن تشافي اعتزاله كرة القدم الدولية، بعد أن شارك في 133 مباراة خلال فترة 14 عامًا. أشاد فيسنتي ديل بوسكي، مدرب إسبانيا الفائز بكأس العالم بتشافي، مشيرًا إلى أنه كان «جزءًا أساسيًا من أسلوب لعب الفريق» و«كان أكثر أهمية بالنسبة لنا من حتى المدرب»، مضيفًا أيضًا «سنفتقده معًا داخل الملعب وخارجه. إنه لاعب يحظى بتقدير كبير سواء على المستوى الشخصي أو كلاعب. إنه وسيظل دائمًا شخصًا ولاعبًا يحظى بتقدير كبير من قبل الاتحاد والجهاز الفني وأنا شخصيًا».

## مسيرته التدريبية

### السد
في 28 مايو 2019، أُُعلن أن تشافي سيتولى منصب المدير الفني لنادي السد بعقد لمدة عامين. ساعد تشافي النادي في الوصول إلى الدور نصف النهائي من دوري أبطال آسيا، حيث تم إقصائهم من قبل الهلال بنتيجة 6–5 في مجموع المباراتين. في العام التالي، قاد فريقه إلى مراحل خروج المغلوب من دوري أبطال آسيا 2020، وفي الدوري احتل المركز الثالث.  في 2019–20، قاد تشافي فريقه للفوز بثلاث بطولات محلية. وفي دوري أبطال آسيا 2020، وصل السد إلى دور الـ16 ولكن تم إقصاؤه 0–1 من قبل برسبوليس.

### برشلونة
أُعلن عن فسخ عقد تشافي رسمياً مع نادي السد القطري يوم 5 نوفمبر 2021 وذلك بعد أن دفع نادي برشلونة قيمة الشرط الجزائي. في 24 مايو 2024، أُقيل تشافي من تدريب برشلونة بنهاية موسم 2023-24.

## الإعلام
تشافي لديه صفقة رعاية مع شركة أديداس للملابس والمعدات الرياضية الألمانية وظهر في إعلانات أديداس إلى جانب ليونيل ميسي ولويس سواريز وروبين فان بيرسي.
في نوفمبر 2014، ظهر تشافي في حملة فيفا «11 ضد الإيبولا» مع مجموعة مختارة من أفضل لاعبي كرة القدم من جميع أنحاء العالم، من ضمنهم كريستيانو رونالدو، ونيمار، وغاريث بيل وديدييه دروغبا. تحت شعار «معًا، يمكننا التغلب على الإيبولا»، تمت حملة فيفا بالاشتراك مع الاتحاد الأفريقي لكرة القدم وخبراء الصحة، حيث حمل اللاعبون الـ11 رسالة للتوعية بالمرض وطرق مكافحته.

## حياته الشخصية
منذ يوليو 2013، تزوج تشافي من نوريا كونيليرا. وُلدت ابنتهما آسيا في 3 يناير 2016. في 25 يوليو 2020، أكد تشافي إصابته بفيروس كورونا. اعتبارًا من 29 يوليو 2020، تم تأكيد تعافيه من الفيروس.

## الإحصائيات

### النادي
| النادي    | الموسم    | الدوري                           | الدوري | الدوري  | الكأس  | الكأس   | قاري   | قاري    | آخرى   | آخرى    | المجموع | المجموع |
| النادي    | الموسم    | الدرجة                           | الظهور | الأهداف | الظهور | الأهداف | الظهور | الأهداف | الظهور | الأهداف | الظهور  | الأهداف |
| --------- | --------- | -------------------------------- | ------ | ------- | ------ | ------- | ------ | ------- | ------ | ------- | ------- | ------- |
| برشلونة ب | 1997–98   | الدوري الإسباني الدرجة الثانية ب | 33     | 2       | –      | –       | –      | –       | 6      | 0       | 39      | 2       |
| برشلونة ب | 1998–99   | الدوري الإسباني الدرجة الثانية   | 18     | 0       | –      | –       | –      | –       | –      | –       | 18      | 0       |
| برشلونة ب | 1999–2000 | الدوري الإسباني الدرجة الثانية ب | 4      | 1       | –      | –       | –      | –       | –      | –       | 4       | 1       |
| برشلونة ب | المجموع   | المجموع                          | 55     | 3       | –      | –       | –      | –       | 6      | 0       | 61      | 3       |
| برشلونة   | 1998–99   | الدوري الإسباني                  | 17     | 1       | 2      | 0       | 6      | 0       | 1      | 1       | 26      | 2       |
| برشلونة   | 1999–2000 | الدوري الإسباني                  | 24     | 0       | 4      | 1       | 10     | 1       | 0      | 0       | 38      | 2       |
| برشلونة   | 2000–01   | الدوري الإسباني                  | 20     | 2       | 7      | 0       | 9      | 0       | –      | –       | 36      | 2       |
| برشلونة   | 2001–02   | الدوري الإسباني                  | 35     | 4       | 1      | 0       | 16     | 0       | –      | –       | 52      | 4       |
| برشلونة   | 2002–03   | الدوري الإسباني                  | 29     | 2       | 1      | 0       | 14     | 1       | –      | –       | 44      | 3       |
| برشلونة   | 2003–04   | الدوري الإسباني                  | 36     | 4       | 6      | 0       | 7      | 1       | –      | –       | 49      | 5       |
| برشلونة   | 2004–05   | الدوري الإسباني                  | 36     | 3       | 1      | 0       | 8      | 0       | –      | –       | 45      | 3       |
| برشلونة   | 2005–06   | الدوري الإسباني                  | 16     | 0       | 0      | 0       | 4      | 0       | 2      | 0       | 22      | 0       |
| برشلونة   | 2006–07   | الدوري الإسباني                  | 35     | 3       | 7      | 2       | 7      | 0       | 5      | 1       | 54      | 6       |
| برشلونة   | 2007–08   | الدوري الإسباني                  | 35     | 7       | 7      | 1       | 12     | 1       | –      | –       | 54      | 9       |
| برشلونة   | 2008–09   | الدوري الإسباني                  | 35     | 6       | 5      | 1       | 14     | 3       | –      | –       | 54      | 10      |
| برشلونة   | 2009–10   | الدوري الإسباني                  | 34     | 3       | 3      | 2       | 11     | 1       | 5      | 1       | 53      | 7       |
| برشلونة   | 2010–11   | الدوري الإسباني                  | 31     | 3       | 6      | 0       | 12     | 2       | 1      | 0       | 50      | 5       |
| برشلونة   | 2011–12   | الدوري الإسباني                  | 31     | 10      | 7      | 2       | 9      | 1       | 4      | 1       | 51      | 14      |
| برشلونة   | 2012–13   | الدوري الإسباني                  | 30     | 5       | 5      | 0       | 11     | 1       | 2      | 1       | 48      | 7       |
| برشلونة   | 2013–14   | الدوري الإسباني                  | 30     | 3       | 5      | 0       | 10     | 1       | 2      | 0       | 47      | 4       |
| برشلونة   | 2014–15   | الدوري الإسباني                  | 31     | 2       | 3      | 0       | 10     | 0       | –      | –       | 44      | 2       |
| برشلونة   | المجموع   | المجموع                          | 505    | 58      | 70     | 9       | 170    | 13      | 22     | 5       | 767     | 85      |
| السد      | 2015–16   | دوري نجوم قطر                    | 24     | 3       | 3      | 0       | 1      | 0       | 2      | 0       | 30      | 3       |
| السد      | 2016–17   | دوري نجوم قطر                    | 26     | 10      | 3      | 0       | 1      | 0       | 2      | 0       | 32      | 10      |
| السد      | 2017–18   | دوري نجوم قطر                    | 18     | 6       | 0      | 0       | 7      | 1       | 3      | 0       | 28      | 7       |
| السد      | 2018–19   | دوري نجوم قطر                    | 14     | 2       | 3      | 0       | 8      | 3       | 2      | 0       | 27      | 5       |
| السد      | المجموع   | المجموع                          | 82     | 21      | 9      | 0       | 17     | 4       | 9      | 0       | 117     | 25      |
| الإجمالي  | الإجمالي  | الإجمالي                         | 642    | 82      | 79     | 9       | 187    | 17      | 37     | 5       | 945     | 113     |

الملاحظات
1. ↑  المباريات في كأس ملك إسبانيا وكأس الأمير
2. ↑  المباريات في تصفيات الدوري الإسباني الدرجة الثانية بي
3. 1 2 3 4 5 6 7 8 9 10 11 12 13 14 15  المباريات في دوري أبطال أوروبا
4. 1 2 3 4 5  المباريات في كأس السوبر الإسباني
5. ↑  5 مباريات في دوري أبطال أوروبا، أربع مباريات في كأس الاتحاد الأوروبي
6. ↑  المباريات في كأس الاتحاد الأوروبي
7. ↑  مباراتين في كأس السوبر الإسباني، مباراة واحدة في كأس السوبر الأوروبي، مباراة في كأس السوبر الأوروبي، مباراتين في كأس العالم للأندية
8. ↑  مباراتين في كأس السوبر الإسباني، مباراة واحدة في كأس السوبر الأوروبي، مباراتين في كأس العالم للأندية
9. ↑  مباراتين في كأس السوبر الإسباني، مباراة واحدة في كأس السوبر الأوروبي، مباراة واحدة وهدف واحد في كأس العالم للأندية
10. 1 2 3 4  المباريات في دوري أبطال آسيا
11. ↑  مباراة واحدة في كأس السوبر القطري ومباراة واحدة في كأس قطر
12. ↑  المباريات في كأس قطر
13. ↑  مباراة واحدة في كأس السوبر القطري ومباراتين واحدة في كأس قطر
14. ↑  المباريات في كأس نجوم قطر

### المنتخب
المصدر:
| المنتخب الوطني | الموسم  | الظهور | الأهداف |
| -------------- | ------- | ------ | ------- |
| إسبانيا        | 2000–01 | 1      | 0       |
| إسبانيا        | 2001–02 | 5      | 0       |
| إسبانيا        | 2002–03 | 8      | 0       |
| إسبانيا        | 2003–04 | 5      | 0       |
| إسبانيا        | 2004–05 | 8      | 1       |
| إسبانيا        | 2005–06 | 13     | 0       |
| إسبانيا        | 2006–07 | 7      | 3       |
| إسبانيا        | 2007–08 | 16     | 4       |
| إسبانيا        | 2008–09 | 14     | 1       |
| إسبانيا        | 2009–10 | 17     | 0       |
| إسبانيا        | 2010–11 | 7      | 1       |
| إسبانيا        | 2011–12 | 14     | 1       |
| إسبانيا        | 2012–13 | 11     | 1       |
| إسبانيا        | 2013–14 | 7      | 1       |
| المجموع        | المجموع | 133    | 13      |

### الأهداف الدولية
قائمة الأهداف والنتائج مع منتخب إسبانيا الأول.
| #   | التاريخ        | المكان                                        | الخصم            | الهدف | النتيجة | المسابقة                        |
| --- | -------------- | --------------------------------------------- | ---------------- | ----- | ------- | ------------------------------- |
| 1.  | 26 مارس 2005   | ملعب إل هيلمانتيكو، شلمنقة، إسبانيا           | الصين            | 2–0   | 3–0     | ودية                            |
| 2.  | 6 سبتمبر 2006  | ويندسور بارك، بلفاست، أيرلندا الشمالية        | أيرلندا الشمالية | 1–0   | 2–3     | تصفيات بطولة أمم أوروبا 2008    |
| 3.  | 11 أكتوبر 2006 | ملعب نويفا لا كوندومينا، مرسية، إسبانيا       | الأرجنتين        | 1–0   | 2–1     | ودية                            |
| 4.  | 2 يونيو 2007   | ملعب سكونتو، ريغا، لاتفيا                     | لاتفيا           | 2–0   | 2–0     | تصفيات بطولة أمم أوروبا 2008    |
| 5.  | 12 سبتمبر 2007 | ستاد كارلوس تارتيري، أوفييدو، إسبانيا         | لاتفيا           | 1–0   | 2–0     | تصفيات بطولة أمم أوروبا 2008    |
| 6.  | 21 نوفمبر 2007 | ملعب غران كاناريا، لاس بالماس، إسبانيا        | أيرلندا الشمالية | 1–0   | 1–0     | تصفيات بطولة أمم أوروبا 2008    |
| 7.  | 4 يونيو 2008   | ستاد إل ساردينيرو، سانتاندير، إسبانيا         | الولايات المتحدة | 1–0   | 1–0     | ودية                            |
| 8.  | 26 يونيو 2008  | ملعب إرنست هابل، فيينا، النمسا                | روسيا            | 1–0   | 3–0     | بطولة أمم أوروبا 2008           |
| 9.  | 20 أغسطس 2008  | ملعب باركن، كوبنهاغن، الدنمارك                | الدنمارك         | 2–0   | 3–0     | ودية                            |
| 10. | 29 مارس 2011   | ملعب س. داريوس و س. غيريناس، كاوناس، ليتوانيا | ليتوانيا         | 1–0   | 3–1     | تصفيات بطولة أمم أوروبا 2012    |
| 11. | 6 سبتمبر 2011  | ملعب لاس غوناس، لوغرونيو، إسبانيا             | ليختنشتاين       | 3–0   | 6–0     | تصفيات بطولة أمم أوروبا 2012    |
| 12. | 7 سبتمبر 2012  | ملعب بازارون البلدي، بونتيفيدرا، إسبانيا      | السعودية         | 3–0   | 5–0     | ودية                            |
| 13. | 11 أكتوبر 2013 | استاد إيبيروستار، ميورقة، إسبانيا             | بيلاروس          | 1–0   | 2–1     | تصفيات كأس العالم 2014 – أوروبا |

## الإحصائيات التدريبية
آخر تحديث 26 أكتوبر 2021.
| الفريق  | البلد   | من           | إلى     | السجل | السجل | السجل | السجل | السجل | السجل | السجل | السجل  | م.     |
| الفريق  | البلد   | من           | إلى     | ل     | ف     | ت     | خ     | أ.ل   | أ.ع   | ف.    | فوز %  | م.     |
| ------- | ------- | ------------ | ------- | ----- | ----- | ----- | ----- | ----- | ----- | ----- | ------ | ------ |
| السد    | قطر     | 28 مايو 2019 | الآن    | 95    | 63    | 15    | 17    | 257   | 118   | +139  | 066٫32 | [ 93 ] |
| المجموع | المجموع | المجموع      | المجموع | 95    | 63    | 15    | 17    | 257   | 118   | +139  | 066٫32 |        |

## الإنجازات

### النادي
برشلونة
- الدوري الإسباني: 1998–99، 2004–05، 2005–06، 2008–09، 2009–10، 2010–11، 2012–13، 2014–15
- كأس ملك إسبانيا: 2008–09، 2011–12، 2014–15
- كأس السوبر الإسباني: 2005، 2006، 2009، 2010، 2011، 2013
- دوري أبطال أوروبا: 2005–06، 2008–09، 2010–11، 2014–15
- كأس السوبر الأوروبي: 2009، 2011
- كأس العالم للأندية: 2009، 2011

 السد
- دوري نجوم قطر: 2018–19
- كأس الأمير: 2017
- كأس قطر: 2017
- كأس السوبر القطري: 2017

### المنتخب
إسبانيا
- كأس العالم: 2010
- بطولة أمم أوروبا: 2008، 2012

 إسبانيا للشباب

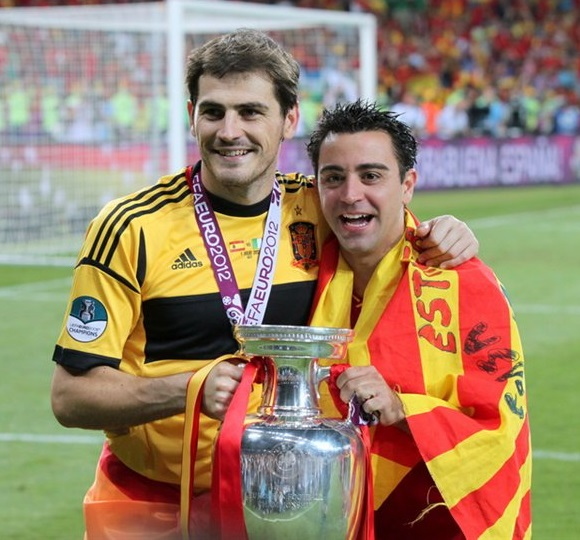
تشافي وقائد المنتخب الإسباني إيكر كاسياس بعد فوزهم ببطولة أمم أوروبا 2012

- الألعاب الأولمبية الصيفية ميدالية فضية: 2000
- بطولة العالم للشباب: 1999

### كمدرب
السد
- كأس السوبر القطري: 2019
- كأس قطر: 2020
- دوري نجوم قطر : 2021

 برشلونة
- الدوري الإسباني: 2022–23
- كأس السوبر الإسباني: 2022–23

### الفردية
- أفضل مرر تمريرات حاسمة في الدوري الإسباني: 2008–09، 2009–10
- أفضل لاعب في العالم من وورلد سوكر: 2010
- أفضل لاعب في بطولة أمم أوروبا: 2008
- جائزة أفضل لاعب في أوروبا: 2011
- جائزة الكرة الذهبية/كرة الفيفا الذهبية المركز الثالث: 2009، 2010، 2011[95]
- جائزة أفضل لاعب كرة قدم في العالم المركز الثالث: 2009
- أفضل مُمرر تمريرات حاسمة في دوري أبطال أوروبا: 2008–09[96]
- أفضل لاعب وسط في أوروبا: 2008–09
- أفضل صانع ألعاب في العالم الاتحاد الدولي لتاريخ وإحصاءات كرة القدم: 2008، 2009، 2010، 2011[97]
- أفضل لاعب واعد في الدوري الإسباني: 1999
- أفضل لاعب إسباني في الدوري الإسباني: 2005
- جائزة ألفريدو دي ستيفانو: المركز الثاني 2010، المركز الثالث 2011
- أفضل لاعب وسط في الدوري الإسباني: 2009، 2010، 2011
- فريق الأحلام في كأس العالم: 2010[98]
- فري بطولة أمم أوروبا: 2008، 2012
- فيفبرو: 2008، 2009، 2010، 2011، 2012، 2013
- فيفبرو الفريق الثالث: 2014[99]
- جائزة اليويفا لأفضل فريق: 2008، 2009، 2010، 2011، 2012
- فريق العام من وسائل الإعلام الرياضية الأوروبية: 2008–09، 2010–11، 2011–12
- فريق العقد من جائزة دون بالون: 2010
- الكرة الفضية في كأس العالم للأندية: 2011
- الكرة البرونزية في كأس العالم للأندية: 2009
- جائزة جلوب سوكر للمسيرة المهنية للمميزة: 2013[100]
- أقوى فريق حسب اختيار الاتحاد الأوروبي (نُشرت 2015)[101]
- أسطورة ماركا : 2015

### التكريمات
- رياضي العام الإسباني: 2009
- الميدالية الذهبية من وسام الاستحقاق الملكي: 2010[102]
- جائزة أميرة أستورياس: 20101، 20122

## الملاحظات
^1 1 تم تكريم أعضاء المنتخب الإسباني لكرة القدم الذين فازوابكأس العالم 2010 بشكل مشترك 

^2 2 مُنحت بالاشتراك مع إيكر كاسياس

## وصلات خارجية
- تشافي هيرنانديز على موقع الاتحاد الدولي (مؤرشف)  (الإنجليزية)
- تشافي هيرنانديز على موقع الاتحاد الأوربي (الإنجليزية)
- تشافي هيرنانديز على موقع قاعدة بيانات كرة القدم.إي يو (الإنجليزية)
- تشافي هيرنانديز على موقع ليكيب (الفرنسية)
- تشافي هيرنانديز على موقع ناشيونال فوتبول تيمز (الإنجليزية)
- تشافي هيرنانديز على موقع Soccerbase.com (لاعب) (الإنجليزية)
- تشافي هيرنانديز على موقع Soccerbase.com (مدرب) (الإنجليزية)
- تشافي هيرنانديز على موقع Soccerway.com (الإنجليزية)
- تشافي هيرنانديز على موقع عالم كرة القدم.نت (الإنجليزية)
- تشافي هيرنانديز على موقع أوليمبيديا (الإنجليزية)